# Canginski jezici
Cangin jezici (privatni kod: cang),  malena skupina nigersko-kongoanskih jezika koji se govore na području Senegala u zapadnoj Africi. Canginski jezici, njih (5), s još četiri skupine bak, istočni
senegalsko-gvinejski, mbulungish-nalu i senegambijskim čini sjevernoatlantski ogranak atlantskih jezika. Ukupan broj govornika iznosi preko 208.000; najznačajniji među njima je saafi-saafi. 
Predstavnici su: 
- laalaa ili lehar [cae] 12.000 (2007);
- ndut [ndv] 38.600 (2007);
- noon [snf] 32.900 (2007);
- palor [fap] 10.700 (2007); i
- saafi-saafi [sav] 114.000 (2007).[1]

## Vanjske poveznice
- Ethnologue (14th)
- Ethnologue (15th)